# Реактивна система залпового вогню

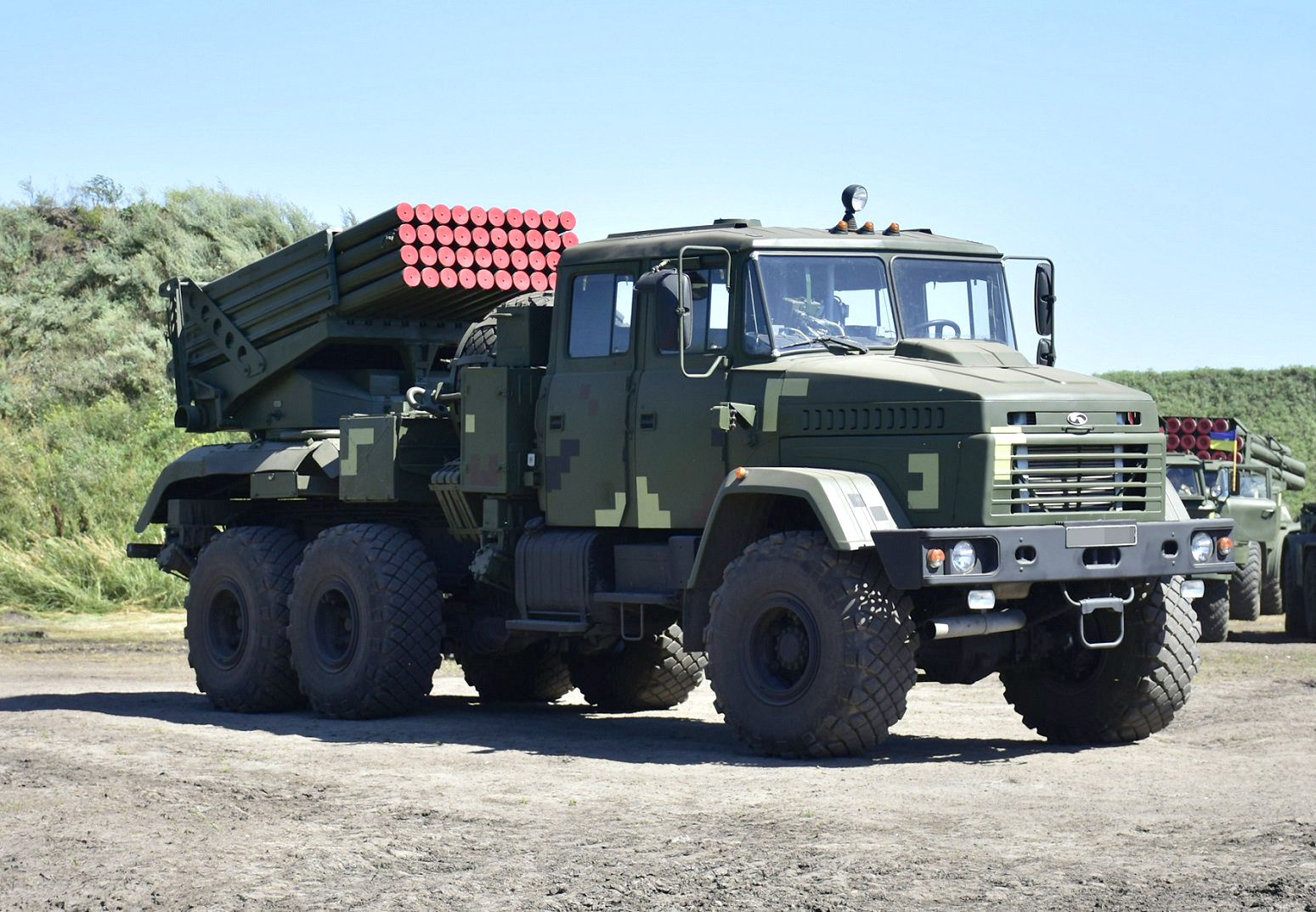
Українська РСЗВ «Верба»

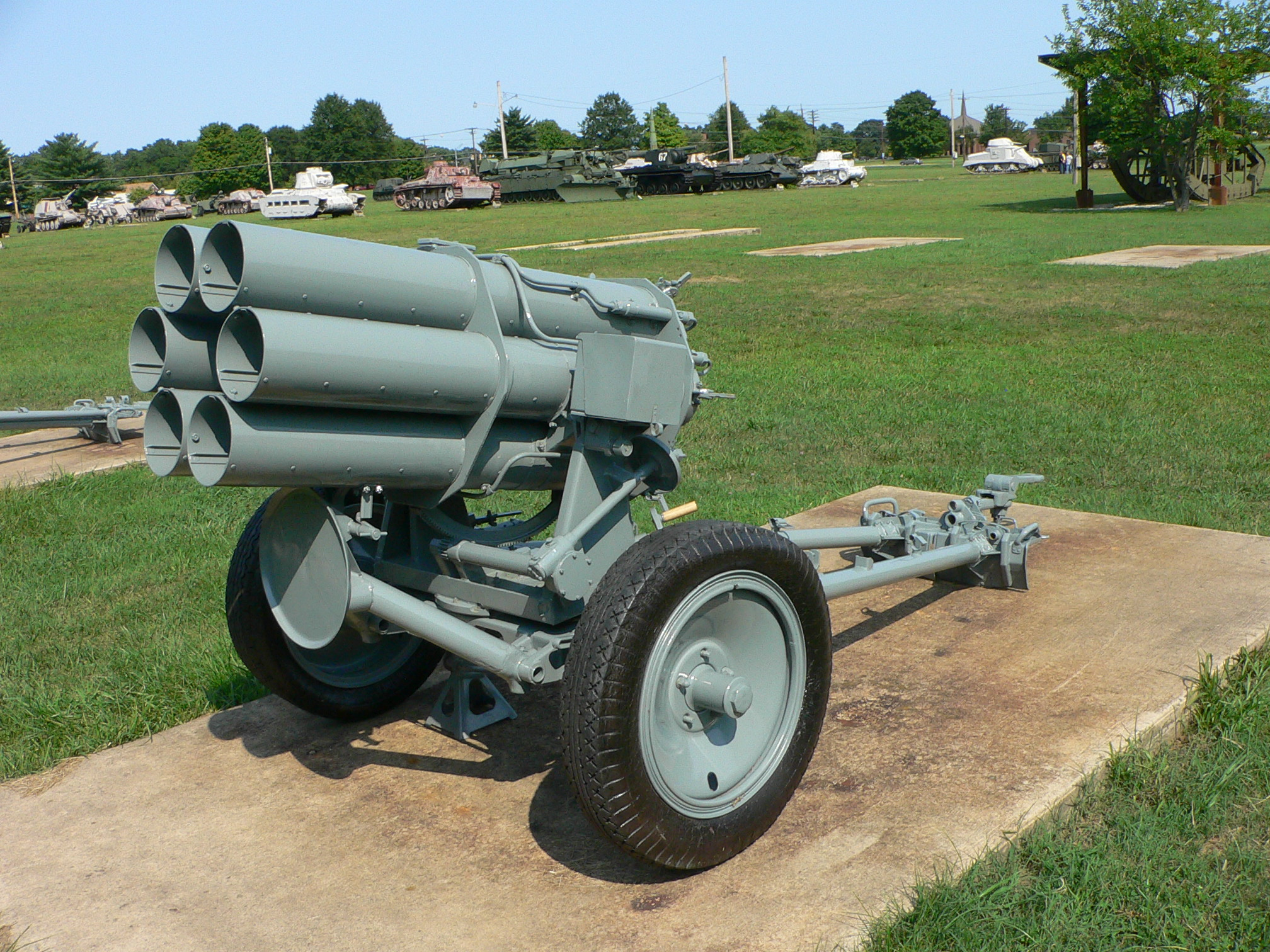
«Небельверфер», перша у світі реактивна система залпового вогню (Німеччина, 1934—1945)

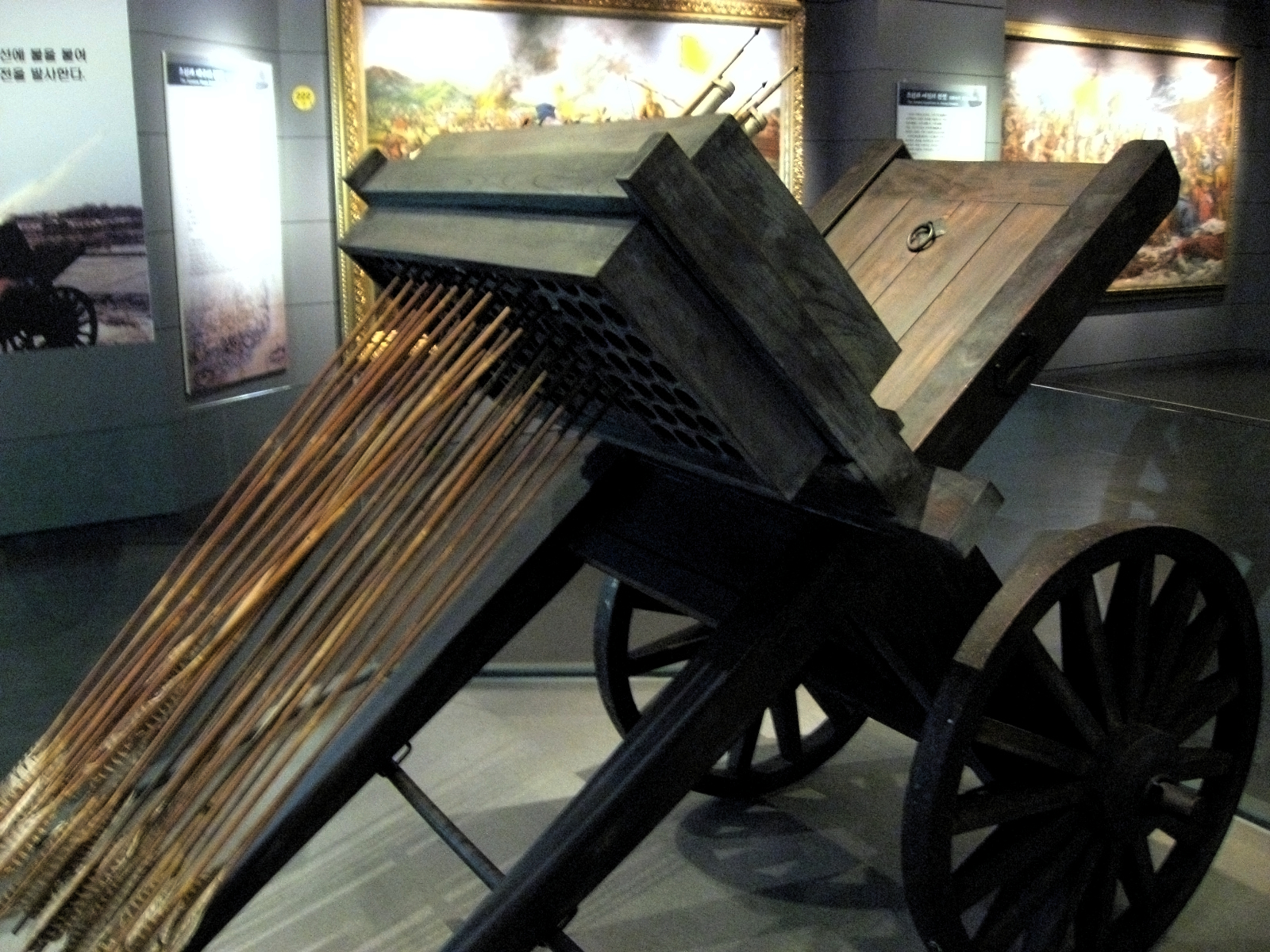
Прототип сучасної РСЗВ «Хвача». Корея.1400-ті

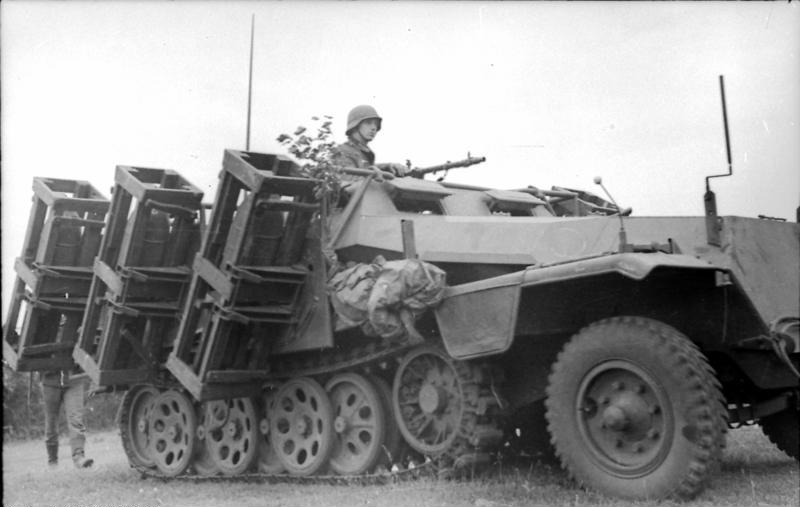
«Вурфрамен», німецька важка самохідна система залпового вогню (1940)

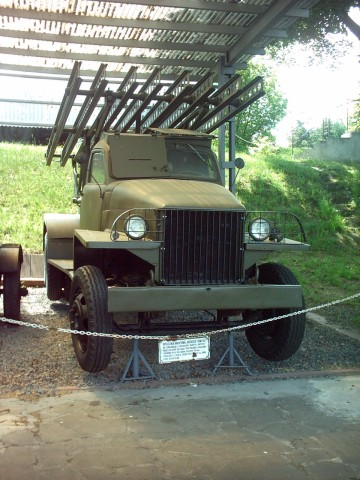
БМ-13 «Катюша» (1939)

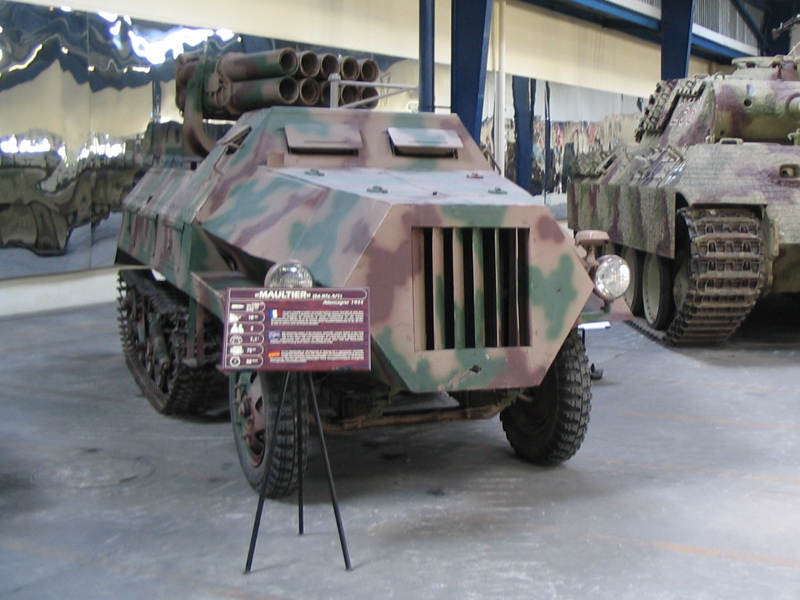
«Panzerwerfer 42», німецька самохідна реактивна система залпового вогню (1942)

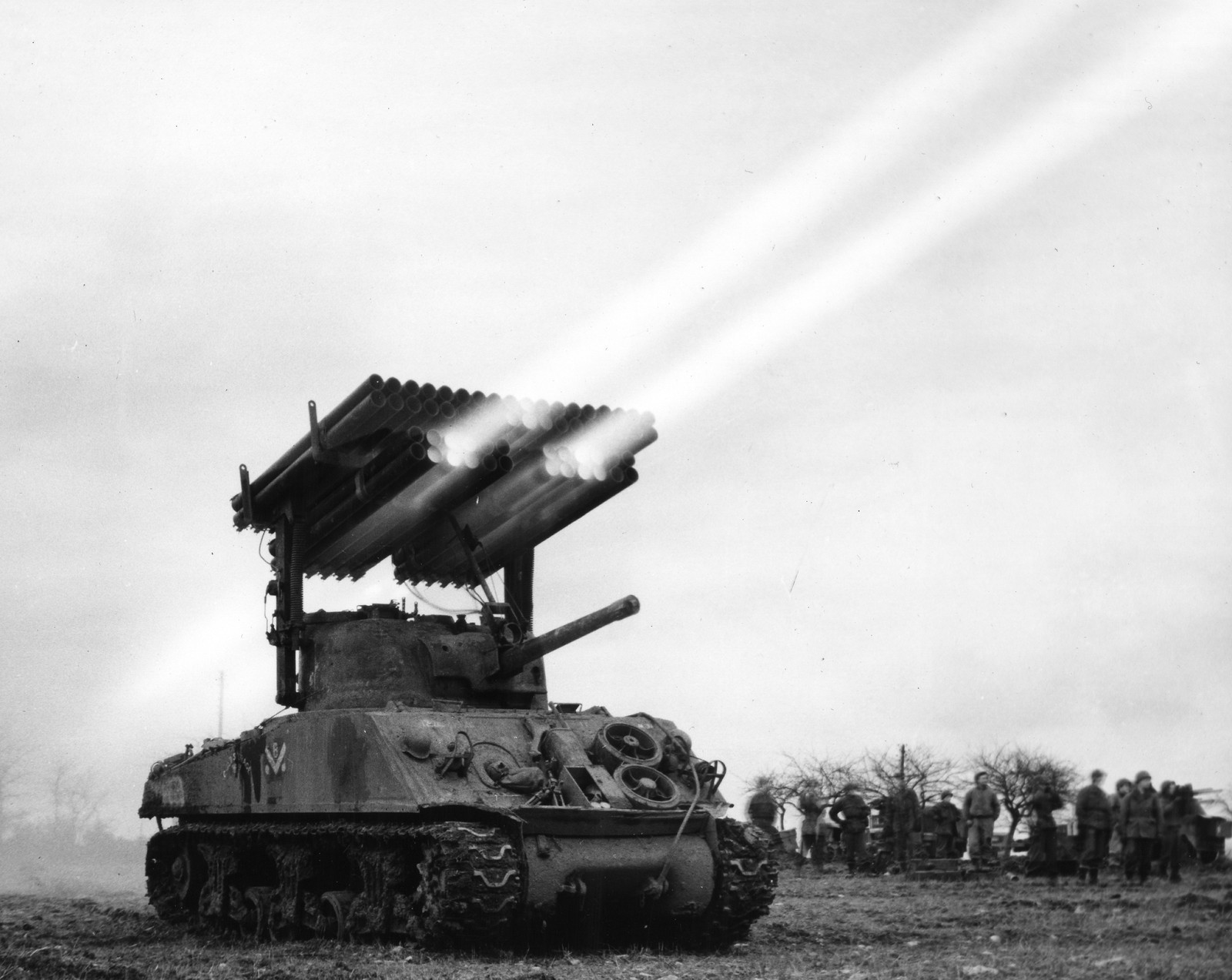
T-34 «Калліопа»

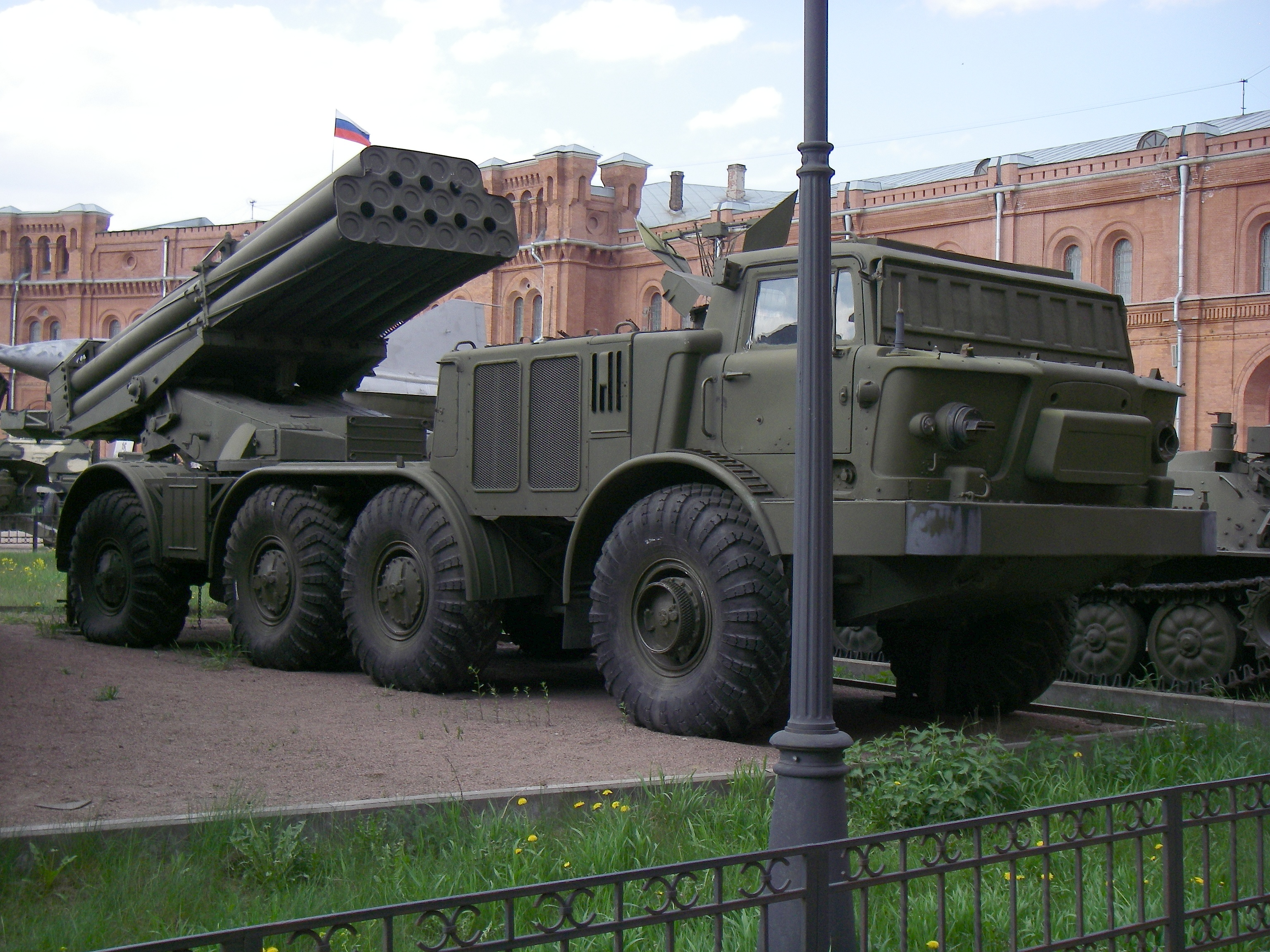
РСЗВ «Ураган»

Реакти́вна систе́ма залпового вогню́ (РСЗВ) — один із типів артилерійських систем, призначений для ураження відкритої й укритої живої сили противника, неброньованої техніки та бронетранспортерів у районі зосередження артилерійських і мінометних батарей, командних пунктів та інших цілей, а також для проведення дистанційного мінування місцевості.
В основі дії системи лежить реактивний принцип. Комплекс озброєння включає багатозарядну пускову установку, реактивні снаряди (некеровані ракети, реактивні глибинні бомби), транспортну або транспортно-зарядну машину та інше обладнання. Система несе в собі зазвичай більше десятка реактивних снарядів, кожен з яких має свій окремий ствол для запуску.

## Історія
Перші реактивні системи залпового вогню були винайдені за часів середньовічної китайської династії Сун, в яких китайський вогняний спис закріплювався задом наперед на піку або стрілу і вистрілював у ворога ще в 1180 р. Ця форма ракети використовувалася під час монгольської облоги Кайфенга.
Пізніше китайські військові створили реактивні системи залпового вогню, які випускали до 100 невеликих ракет-стріл одночасно. Типовий пороховий відсік ракет-стріл був довжиною від 1/3 до 1/2 футів (10-15 см). Древки бамбукових стріл варіювалися від 1,5 футів (45 см) до 2,5 футів (75 см) завдовжки, а дальність ураження досягала 300-400 кроків. Китайці також вдосконалили наконечники ракет з отрутою і подбали про те, щоб пускові установки були мобільними. Вони розробили реактивну систему залпового вогню, яку міг переносити і керувати нею один солдат. З'явилися різні форми РСЗВ, в тому числі пускова установка, встановлена на тачці.
Перший приклад застосування залпової ракетної системи відомий в 1401 році в Китаї під час битви біля Джиньхана за правління династії Чосон. Тоді була застосована Хвачха — новітня для того часу корейська зброя.
Цей тип артилерії походить з Китаю. У 1232 році відбувся перший документально засвідчений напад феєрверком на місто Кайфен. Після того як порох потрапив до Європи, вчені виявили до нього великий інтерес, і вже в 1410 році француз Friossart розробив ідею ракетних труб для стрільби. У 1591 році Джон Шмідлап розробив перший ступінь ракети.
Після Індії на території Китаю був розроблений пристрій для стрільби феєрверками. Наприкінці XVIII століття їх використовували проти Британської Ост-Індійської компанії й британці цю ідею принесли до Європи. Перше велике використання «гранатомета» в Європі відбулося 4 квітня 1807 року, коли Англія з моря обстріляла Копенгаген і місто було у вогні. Вільям Конгрев (1772—1828) розробив ідею ведення вогню ракетами під час наполеонівських війн. Як наслідок, ці одиниці зброї були у Франції, Росії, Австрії, Швейцарії та США і створювались для саксонців.
Одним із перших сучасних РСЗВ був німецький реактивний міномет «Nebelwerfer» 1930-х років, по суті, маленька буксирувана артилерійська гармата.
В СРСР напередодні Другої світової війни була створена перша сучасна РСЗВ БМ-13 «Катюша». Лише пізніше, після Другої світової війни, союзники почали розробляти аналогічну зброю.
Так, першими самохідними установками залпового вогню і, можливо, найвідомішими були радянські «Катюші», знані також як «орга́н Сталіна», вперше використані під час Другої світової війни й експортувалися згодом для радянських союзників. Це була проста система, у якій установка для запуску включала звичайні рейки, встановлені в задній частині вантажівки ЗІС-6.
Американці створили першу власну РСЗВ на основі танків M4 Sherman. Відмінним було використання трубчастих пускових установок зверху. Пізніше в США була схожа розробка — Т-34 Калліопа — ракетний танк, який використовувався тільки в невеликих кількостях.

## Сучасні РСЗВ

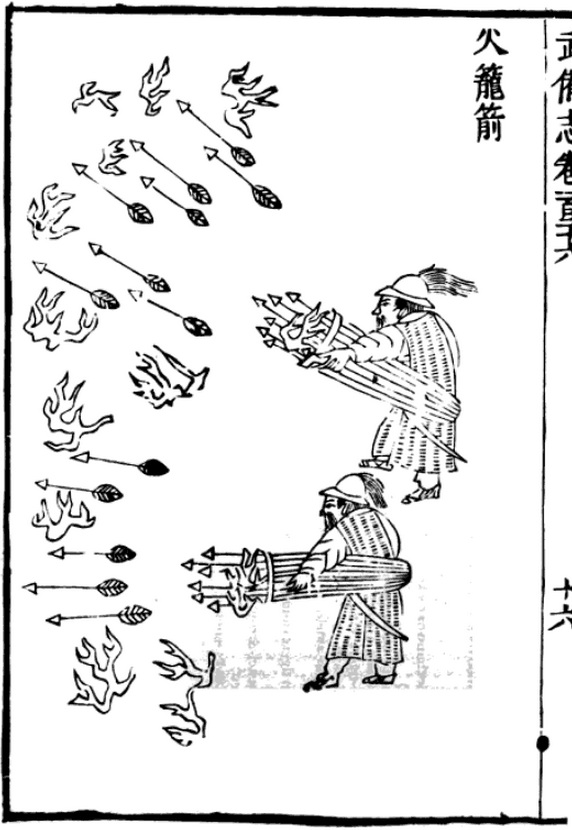
Ілюстрація ручної реактивної системи залпового вогню, сконструйованої з кошиків, як це зображено в книзі 11 століття "Уцзін цзун'яо" династії Сун

Сучасні РСЗВ — це високоточні засоби ураження противника, а також засіб стримування від нападу.
- LAR-160
- БМ-21 «Град»
- БМ-27 «Ураган»
- РСЗВ «Верба»
- Вільха (ракетний комплекс)
- БМ-21УМ «Берест»
- 9К51М «Торнадо-Г»
- Бастіон-01
- БМ-30 «Смерч»
- M270 MLRS
- M142 HIMARS